# Orchesia cultriformis
Orchesia cultriformis là một loài bọ cánh cứng trong họ Melandryidae. Loài này được Laliberte miêu tả khoa học năm 1966.